# Jubileu de Platina de Isabel II do Reino Unido
O Jubileu de Platina de Isabel II do Reino Unido (Platinum Jubilee of Elizabeth II, em inglês) foi uma série de eventos públicos e cerimônias reais e oficiais que decorreram ao longo do ano de 2022 em comemoração dos setenta anos de reinado de Isabel II do Reino Unido. O governo britânico pretende "misturar o esplendor cerimonial dos jubileus anteriores com arte e tecnologia de ponta", numa extensa programação com eventos em cidades do Reino Unido e nos 54 países membros da Commonwealth. Segundo o jornal The Telegraph, uma medalha comemorativa será feita para premiar funcionários do serviço público, militares, médicos, entre outros.

## Dia da Ascensão
Na mensagem oficial pelo seu dia de ascensão ao trono, Isabel II afirmou esperar que o Jubileu de Platina possa unir familiares e amigos, vizinhos e comunidades. A monarca afirmou que o evento "me permite um tempo para refletir na bondade demonstrada a mim por povos de todas as nacionalidades, crenças e idades neste país e em todo o mundo ao longo dos anos". E também agradeceu ao povo britânico por seu apoio, lealdade e afeto e assinou a mensagem como "Vossa Serva" ("Your Servant").
No mesmo dia, a Royal Household publicou fotos da monarca utilizando suas caixas de despacho em sua propriedade Sandringham House. O Príncipe de Gales publicou uma nota na qual descreve a devoção da monarca ao bem estar de todo o povo britânico e admiração público por seu legado.
A monarca recebeu cumprimentos de diversos líderes estrangeiros por sua marca de setenta anos de reinado, como o presidente estadunidense Joe Biden, o presidente chinês Xi Jinping e também de monarcas como Haroldo V da Noruega, Carlos XVI Gustavo da Suécia, o rei tailandês Rama X e o Sheikh Khalifa.

## Celebrações naCommonwealth

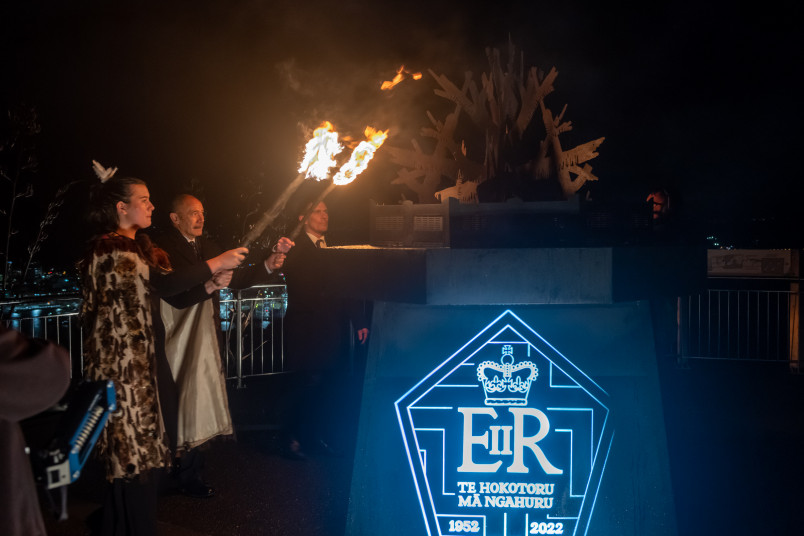
Wellington foi a segunda das 50 capitais da Commonwealth a acender piras comemorativas do reinado de Isabel II.

Pela primeira vez na história da monarquia britânica, tochas comemorativas serão acesas em cada uma das capitais de países-membros da Commonwealth para celebrar os 70 anos de reinado de Isabel II. Também foi anunciada uma pira comemorativa para a abertura dos Jogos da Commonwealth de 2022 que serão realizados entre julho e agosto do mesmo ano em Birmingham, Midlands Ocidentais.
Para comemorar o jubileu, a Prensa Real e a Prensa Real Canadense se uniram para cunhar moedas e medalhas comemorativas. A moeda de prata fabricada pela Prensa Real reproduz uma figura equestre de Isabel II no lado reverso e o manto real de coroação no verso. A moeda de prata cunhada pela Prensa Real canadense representa a monarca em 1952, ano de sua coroação, enquanto o lado oposto exibe a mesma efígie utilizada em moedas canadenses desde 2003.

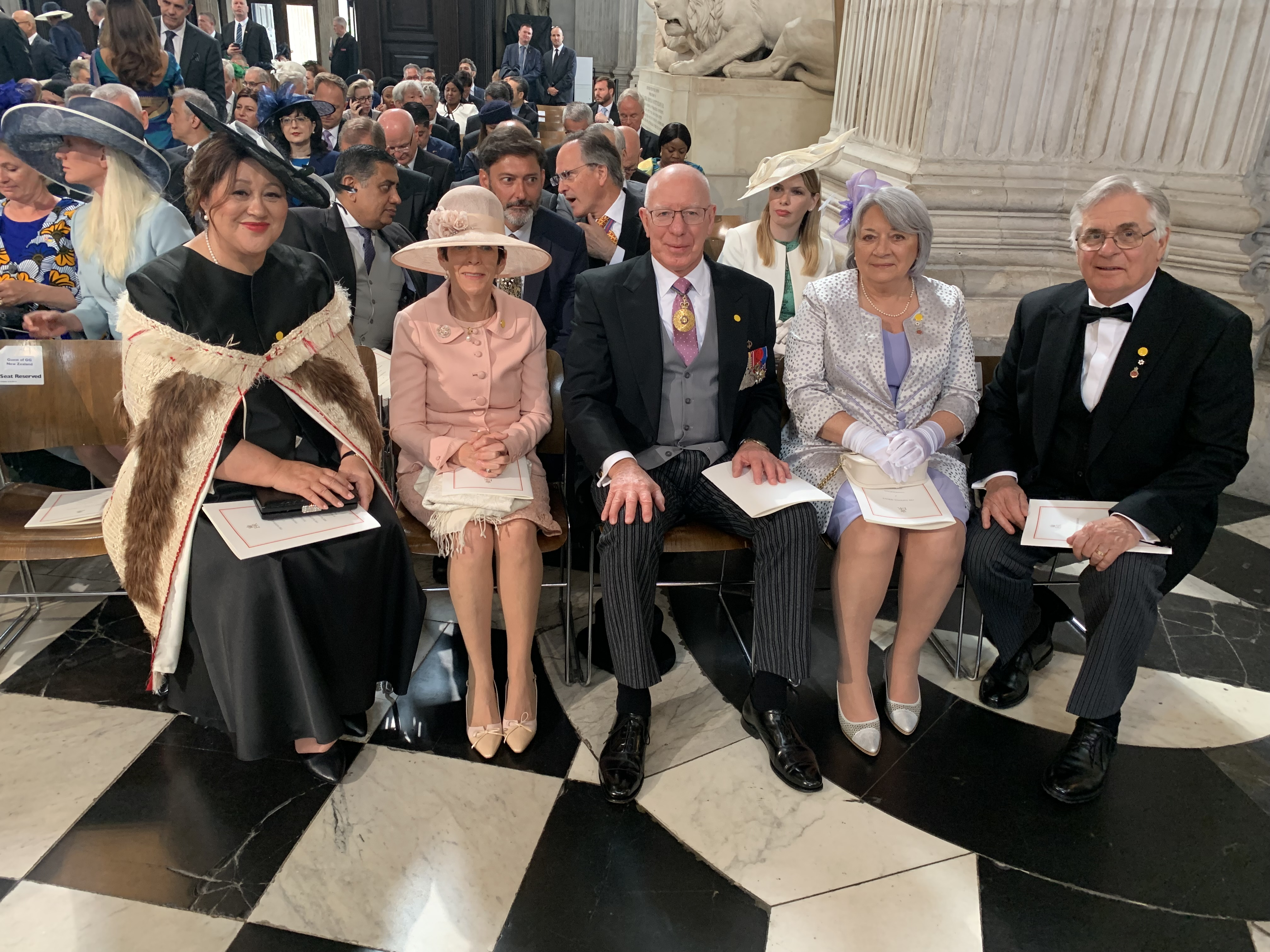
Os Governadores-gerais Cindy Kiro, David Hurley e Mary Simon durante o Serviço de Ação de Graças pelo Jubileu de Platina na Catedral de São Paulo, junho de 2022.

O Serviço do Dia da Commonwealth na Abadia de Westminster, celebrado em 14 de março, refletiu o jubileu com um foco especial no papel que a data desempenha na vida dos súditos e comunidades em toda a Commonwealth.
Membros da Família real britânica realizaram uma série de viagens de Estado aos países da Commonwealth representando a monarca e participando de eventos comemorativos de seu reinado. Os governadores-gerais de Antígua e Barbuda, Austrália, Belize, Canadá, Granada, Jamaica, Nova Zelândia, Papua Nova Guiné e Santa Lúcia viajaram ao Reino Unido em junho para representar seus respectivos países nas festividades do jubileu.
Na noite de 1 de junho, o Palácio de Buckingham divulgou a fotografia oficial do Jubileu de Platina. O retrato, produzido por Ranald Mackechnie, foi realizado no Grande Vestíbulo do Castelo de Windsor em 25 de maio. Em uma mensagem especial, Isabel II afirmou que "muitas lembranças felizes" seriam criadas nos quatro dias seguintes e agradeceu a todos os envolvidos na convocação das comunidades e famílias para celebrar o Jubileu.

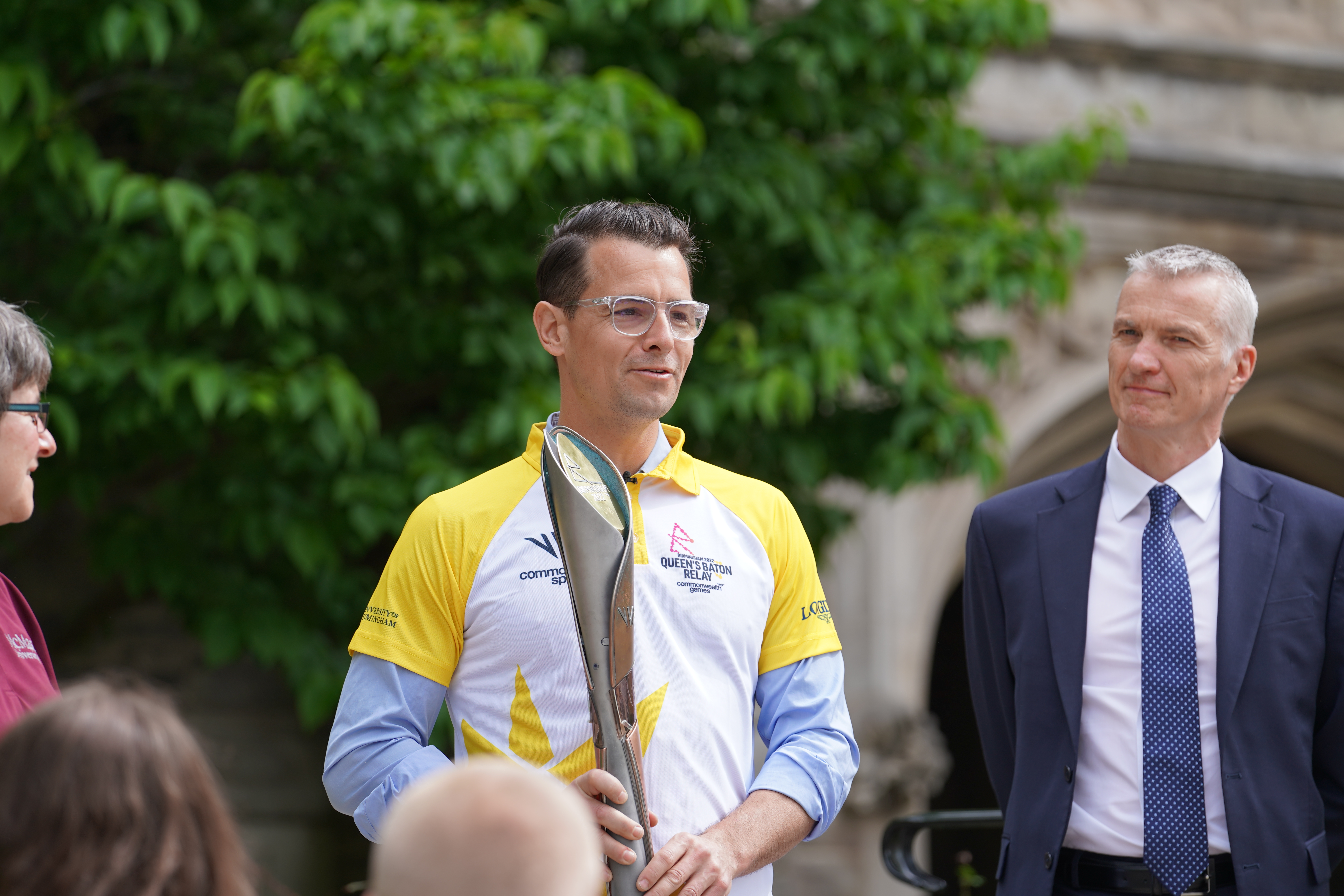
O canoísta canadense Adam van Koeverden segura o Bastão Real dos Jogos da Commonwealth em um evento na Universidade McMaster, em Hamilton.

Após o fim de semana do Jubileu de Platina, a rainha Isabel II divulgou uma mensagem de agradecimento na qual disse:
"Quando se trata de como marcar setenta anos como sua Rainha, não há manual a seguir. Realmente é uma estreia. Mas, fiquei emocionada e profundamente tocada por tantas pessoas terem saído às ruas para celebrar meu Jubileu de Platina. Embora eu possa não ter comparecido a todos os eventos pessoalmente, meu coração está com todos vocês; e continuo empenhado em servi-lo da melhor forma possível, apoiado por minha família.
Os Jogos da Commonwealth de 2022 contaram com um bastão confeccionado exclusivamente para as celebrações do Jubileu. Projetado e fabricado em West Midlands por uma equipe colaborativa, incluindo a tecnóloga Karen Newman da Birmingham Open Media (BOM) e os engenheiros Kelly Raymont-Osman e Tom Osman da Raymont-Osman Product Design, o bastão apresenta um fio de platina em sentido vertical em honra ao Jubileu de Platina. Produzido através do método tradicional de fundição por cera perdida, além da platina, o bastão foi feito propositalmente de metais não preciosos e ligas: cobre, alumínio e latão para representar as medalhas de ouro, prata e bronze concedidas nos jogos.

### Austrália

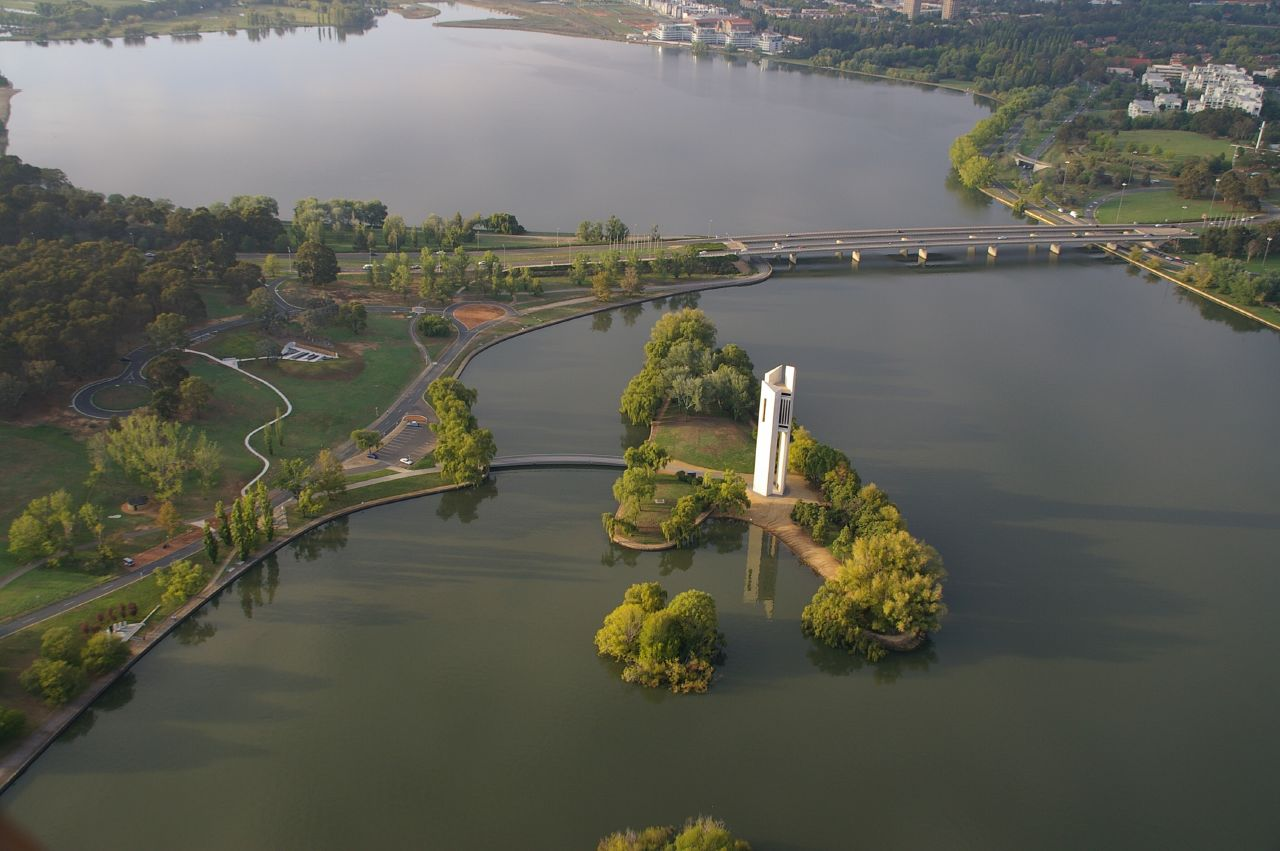
A antiga Ilha Aspen, no Lago Burley Griffin, foi rebatizada como Ilha Queen Elizabeth II em celebração ao Jubileu de Platina.

A rainha Isabel II foi a primeira monarca australiana a celebrar um jubileu de platina. Uma série de eventos nacionais e comunitários foram realizados em todo o país pela ocasião. "Planejamos realizar uma série de eventos para coincidir com datas importantes ao longo de 2022, para mostrar nosso respeito e apreço por sete décadas de serviço", disse o então Primeiro-ministro Scott Morrison.
O Departamento Australiano de Agricultura, Água e Meio Ambiente também lançou uma iniciativa de plantio de árvores. O governo australiano fornecerá até 15,1 milhões de dólares australianos em subsídios em 2022 para grupos e organizações elegíveis para eventos de plantio de árvores comunitários.
Os australianos puderam enviar uma mensagem pessoal de parabéns e agradecimento à rainha no site do Jubileu de Platina do governo australiano de 2 a 16 de junho de 2022. As mensagens foram coletadas e enviadas ao Palácio de Buckingham e arquivadas pela Comunidade da Austrália.

#### Emblema australiano
O emblema australiano do Jubileu de Platina foi revelado pelo governo australiano em março de 2022. O emblema pode ser usado para eventos oficiais e reconhecidos na Austrália para celebrar o jubileu. O design é uma representação estilizada do broche de mimosa presenteado pelo país à monarca durante sua primeira visita oficial em 1954. O emblema contém três cores – platina, ouro e roxo. A cor platina representa os 70 anos de Isabel II no trono, e a cor roxa simboliza a realeza. O ouro é proveniente da acácia-dourada, o emblema floral nacional da Austrália. A fonte usada é Perpetua, que significa "para sempre" em latim, aludindo ao longevo reinado da monarca.

#### Dia da Ascensão

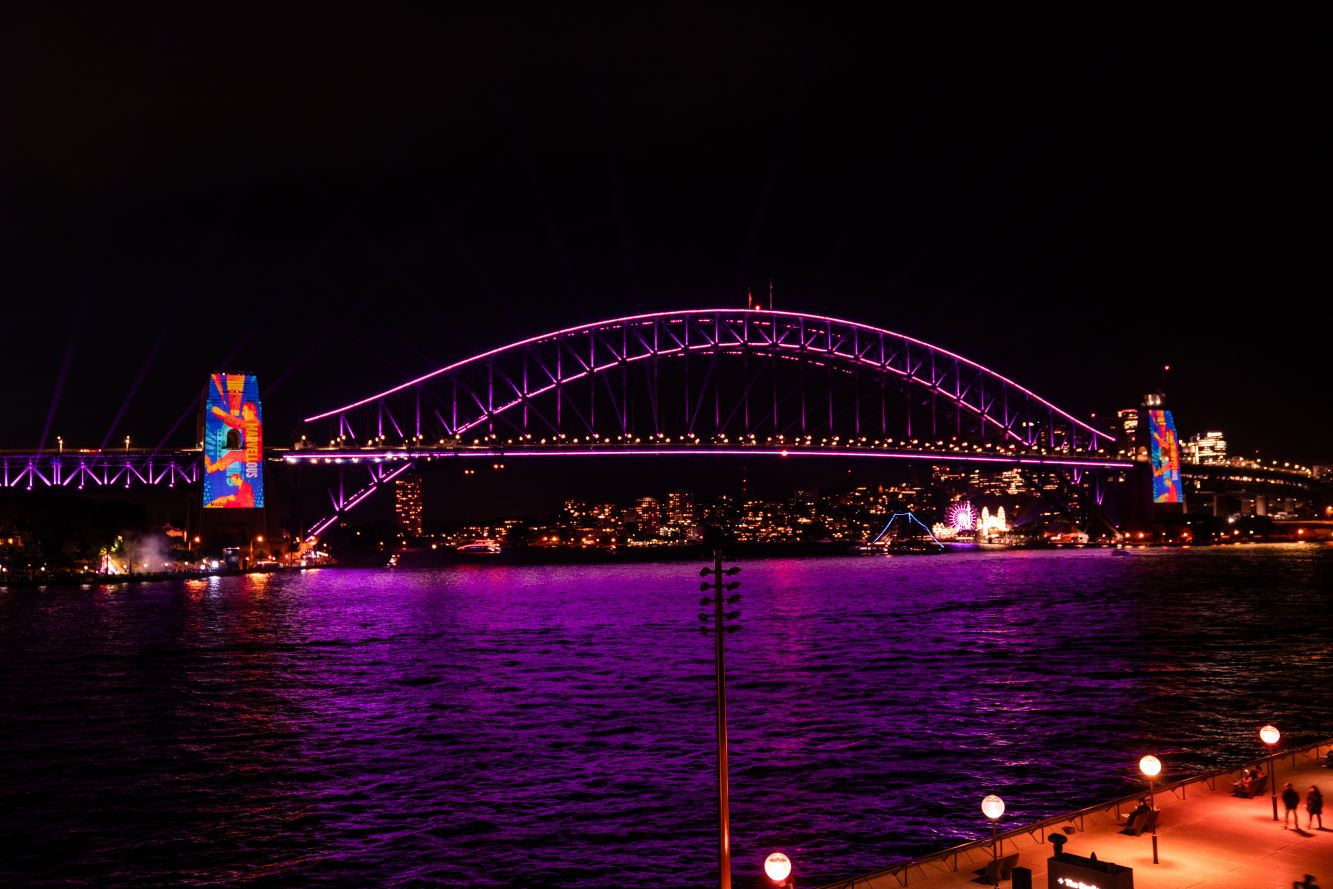
A Ponte da Baía de Sydney iluminada em púrpura em celebração ao Jubileu de Platina de Isabel II.

Em 6 de fevereiro, edifícios públicos e monumentos em toda a Austrália foram iluminados em roxo. Declarações foram divulgadas por Morrison, pelo Governador-geral David Hurley e pelos governadores dos estados australianos.
Serviços religiosos foram realizados em igrejas em toda a Austrália. Em Canberra, o governador-geral da Austrália participou de uma cantata na histórica Igreja de São Paulo em Manuka. Vários governadores estaduais também participaram de cantatas, incluindo o governador de Nova Gales do Sul na Igreja de St. James, em Sydney, o governador da Tasmânia na Catedral de St. David, em Hobart, o governador de Victoria na Catedral de St. Paul, em Melbourne.

## Reino Unido

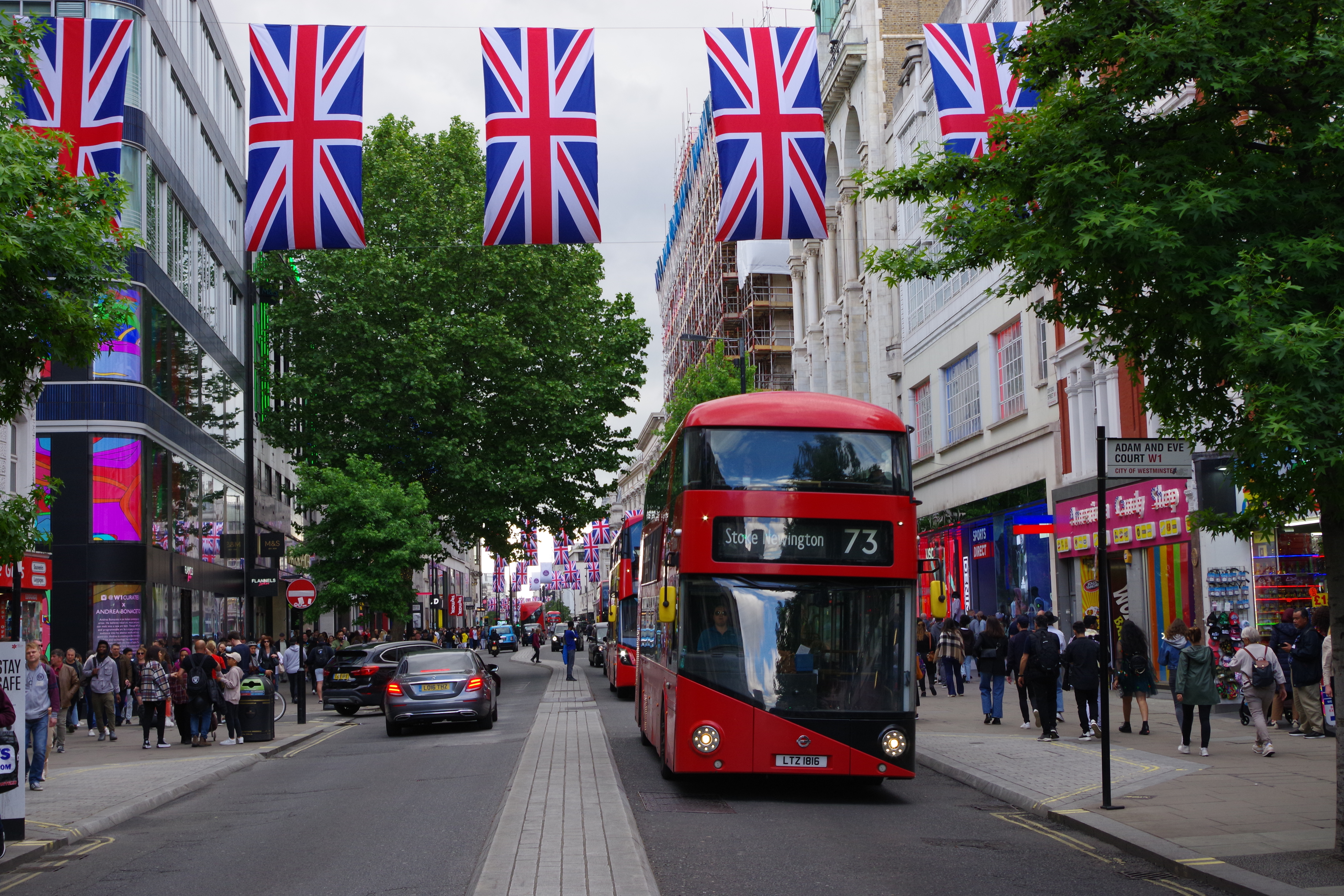
Decoração da Oxford Street, em Londres, para o Jubileu de Platina.

Em 3 de março de 2021, o Chanceler da Fazenda Rishi Sunak anunciou que 28 milhões de libras do orçamento anual do Reino Unido seriam destinos às celebrações do Jubileu de Platina de Isabel II.

### Emblema
Um emblema oficial do Jubileu de Platina foi anunciado em agosto de 2021, após um concurso julgado por especialistas. O vencedor foi criado pelo estudante de design gráfico de 19 anos Edward Roberts, residente de Nottinghamshire. Segundo Roberts, foi "maravilhosa a sensação de vencer, não poderia acreditar que venceria. Pensei que já tinha conquistado algo por chegar entre os 100 primeiros."
A púrpura real utilizada no emblema é fortemente associada ao manto utilizado pela monarca em sua coroação em 1953. Uma linha prateada no formato da Coroa de Santo Eduardo é encimada pelo número 70, aludindo à marca comemorativa de setenta anos de reinado. Roberts incluiu um círculo em torno da coroa, criando a impressão de um selo real. O emblema possui a tipografia "Perpetua", que significa "eterna", sendo similar à fonte utilizada no Ordem de Serviço de sua coroação.

### Eventos até junho

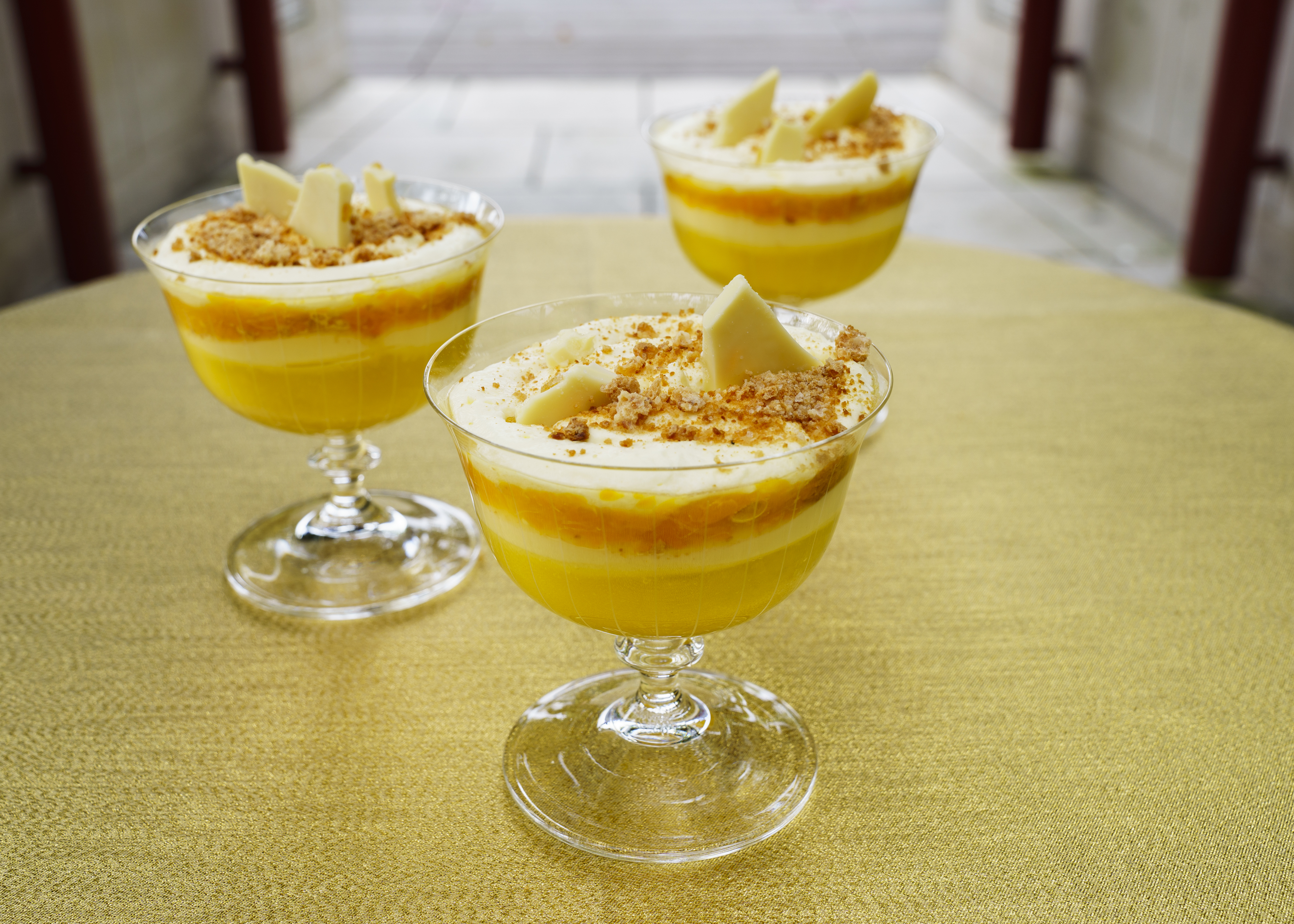
O Pudim de Platina, receita oficial do Jubileu de Platina, exibido na Biblioteca Britânica. O pudim é uma das sobremesas tradicionais da culinária do país.

A competição do Pudim de Platina (Platinum Pudding) foi lançada em 10 de janeiro de 2022 pelo The Big Jubilee Lunch e Fortnum & Mason em todo o Reino Unido na finalidade de eleger um pudim para celebrar a data. Cinco finalistas foram selecionados para preparar sua receita diante de um painel de jurados, com a receita vencedora sendo disponibilizada ao público no Big Jubilee Lunches durante o fim de semana do Jubileu. A receita vencedora, de Jemma Melvin de Southport, é um rocambole de limão e trifle Amaretti. O vencedor foi anunciado em 12 de maio no documentário da BBC One The Jubilee Pudding: 70 Years in the Baking, com a presença da Duquesa da Cornualha.
Em 4 de fevereiro, fotos e filmagens tiradas duas semanas antes na Sala de Carvalho do Castelo de Windsor foram divulgadas, retratando a monarca observando a memorabilia deste e dos jubileus anteriores. A exibição incluía uma carta do Jubileu de Ouro de um menino de nove anos chamado Chris, intitulada A Recipe for a Perfect Queen, que inclui ingredientes como "joias, vestidos elegantes, lealdade, trabalho duro, saúde e coragem". Em 5 de fevereiro, Isabel II liderou uma recepção na Sandringham House para grupos de voluntários, aposentados e membros do grupo local do Women's Institute. Na ocasião, a monarca conheceu Angela Wood, uma ex-estudante de culinária que ajudou a criar a receita original do frango Coronation em 1953. A mensagem do Dia da Ascensão da Rainha foi divulgada mais tarde naquela noite.